# Ральф 124C 41+
Ральф 124C 41+ (англ. Ralph 124C 41+) — роман Г'юго Гернсбека, один з класичних прикладів науково-популяризаторської фантастики.

## Історія написання
Публікація роману розпочалася в журналі «Modern Electrics» у квітні 1911 і тривала протягом року до березня 1912 року (в 12 номерах журналу). У передмові до першого фрагменту було сказано, що роман повинен «розповісти читачеві про майбутнє з точністю, сумісною з сучасним разючим розвитком науки». Автор часто закінчував роботу над фрагментами до трьох або чотирьох годин ранку в день здачі, що, як він зазначав, не могло не позначитися на художній якості, але не на науковій і технічній складовій. Перша книжкова публікація вийшла в 1925 році з підзаголовком «Роман про життя у 2660 році» («A Romance of the Year 2660») накладом 5000 примірників. До 1950 року це видання стало рідкісним і значно зросло в ціні. Видання 1958 року мало підзаголовок-розшифровку «Той, хто передбачає для всіх» («One to Foresee For One»). 
За задумом автора, «прізвище» головного героя — «124C 41+» — мало читатися як «one-to-fore-see for-all» — «той, хто передбачає для всіх». Втім, таке тлумачення — просто розповідь про те, як він придумав таке прізвище. Тут «+» потрібен в комбінації «1+», що означає «все». У перших виданнях такої розшифровки немає, а про знак «+» сказано, що він означає людину, яка належить до десяти найвидатнішим умів земної цивілізації. Однак вона є в останній репліці роману, починаючи з видання 1958 року.

## Сюжет

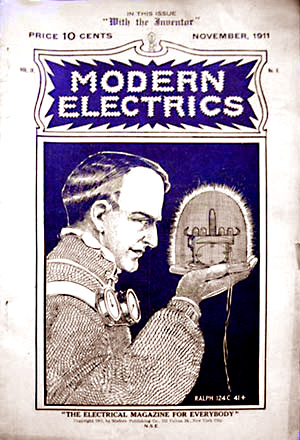
Листопадовий номер «Modern Electrics» 1911 року з ілюстрацією до роману «Ральф 124C 41+»

Події роману розгортаються в світі 2660 року. Головний герой — неперевершений вчений і винахідник Ральф 124C 41+.
Роман побудований як послідовний опис фантастичних наукових ідей і технічних пристроїв, які використовує або проєктує Ральф; романтична лінія використовується тільки як необхідний сюжетний стрижень. В результаті неправильного з'єднання через «телефот» дальньої бездротового зв'язку (зараз сказали б «відеофон») Ральф знайомиться з дівчиною Еліс 212B 423, тут же рятує її від небезпеки, потім знайомиться з двома претендентами на її руку — землянином і марсіянином. Марсіанин викрадає Еліс і відвозить її на космічному кораблі, проте Ральф його наздоганяє. У перестрілці дівчина випадково гине, але Ральф доставляє її в глибокому заморожуванні на Землю й реанімує.

## Значення роману
«Ральф 124C 41+» не належить до шедеврів красного письменства — Гернсбек був у всіх сенсах слабким письменником. Втім, він і не ставив перед собою художніх завдань. Повість мала сприйматися читачем як звід патентних заявок на футуристичні винаходи і відкриття. Всі передбачені в повісті винаходи і відкриття, вважав Гернсбек, будуть рано чи пізно неодмінно здійснені.
Для сьогоднішнього читача численні винаходи Ральфа 124с 41+ куди більше говорять про ідеї і концепції, які переважали серед технічної інтелігенції на початку XX століття, ніж про дійсний подальшому розвитку науки. Деякі з цих концепцій — наприклад, ідея світового ефіру як середовища, в якій поширюються електромагнітні коливання, — застаріли майже відразу після написання повісті (і Гернсбек сумлінно вказував на це при перевиданні «Ральфа»), деякі були втілені в життя практично буква в букву — наприклад, штучне освітлення спортивних майданчиків.
Інший разючий приклад вдалого передбачення — радар, яким Ральф 124с 41+ користується при переслідуванні космічного корабля. Гернсбек не тільки в деталях описав в романі принципи його роботи, але навіть проілюстрував все це принциповою схемою. Через декілька років після винаходу в 1935 році Робертом Ватсоном-Ваттом пристрою для стеження за літаками і введення в ужиток слова «радар», хтось продемонстрував роман Гернсбека Ватсону-Ватту. Той був настільки вражений, що пізніше публічно віддавав останнім пріоритет цього винаходу.
«Просвітницьку» функцію фантастичної літератури Гернсбек декларував і надалі, коли зайнявся активним виданням наукової фантастики в створених ним спеціальних журналах — починаючи з 1926 року в «Amazing Stories». Він сприймав фантастику в чисто утилітарному сенсі — як можливість наочно розповісти читачам про нові наукові концепції і їх можливе практичне втілення. Саме такий підхід залишався домінуючим в науковій фантастиці на ранньому етапі її самоусвідомлення — тобто, до 1930 року, коли у видань Гернсбека з'явилася реальна альтернатива у вигляді журналів «наднаукової» фантастики (наприклад, «Astounding Stories»).
Слід підкреслити, що ідеї Гернсбека носили виражений «внутрішньожанровий» характер — фантастична література, яка існувала поза рамками спеціалізованих журналів (соціальна фантастика, пригодницька фантастика і т. п.), продовжувала розвиватися, майже зовсім не відчуваючи впливу його концепції. Однак в радянській фантастиці, наприклад, концепція, подібна до концепції Гернсбека, практично нав'язувалася авторам аж до середини 1980-х років.

## Згадки в інших творах
- В одного з головних персонажів аніме Ergo Proxy — Ріл Меєр ідентифікаційний номер 124C41+.